# عملية هيريك

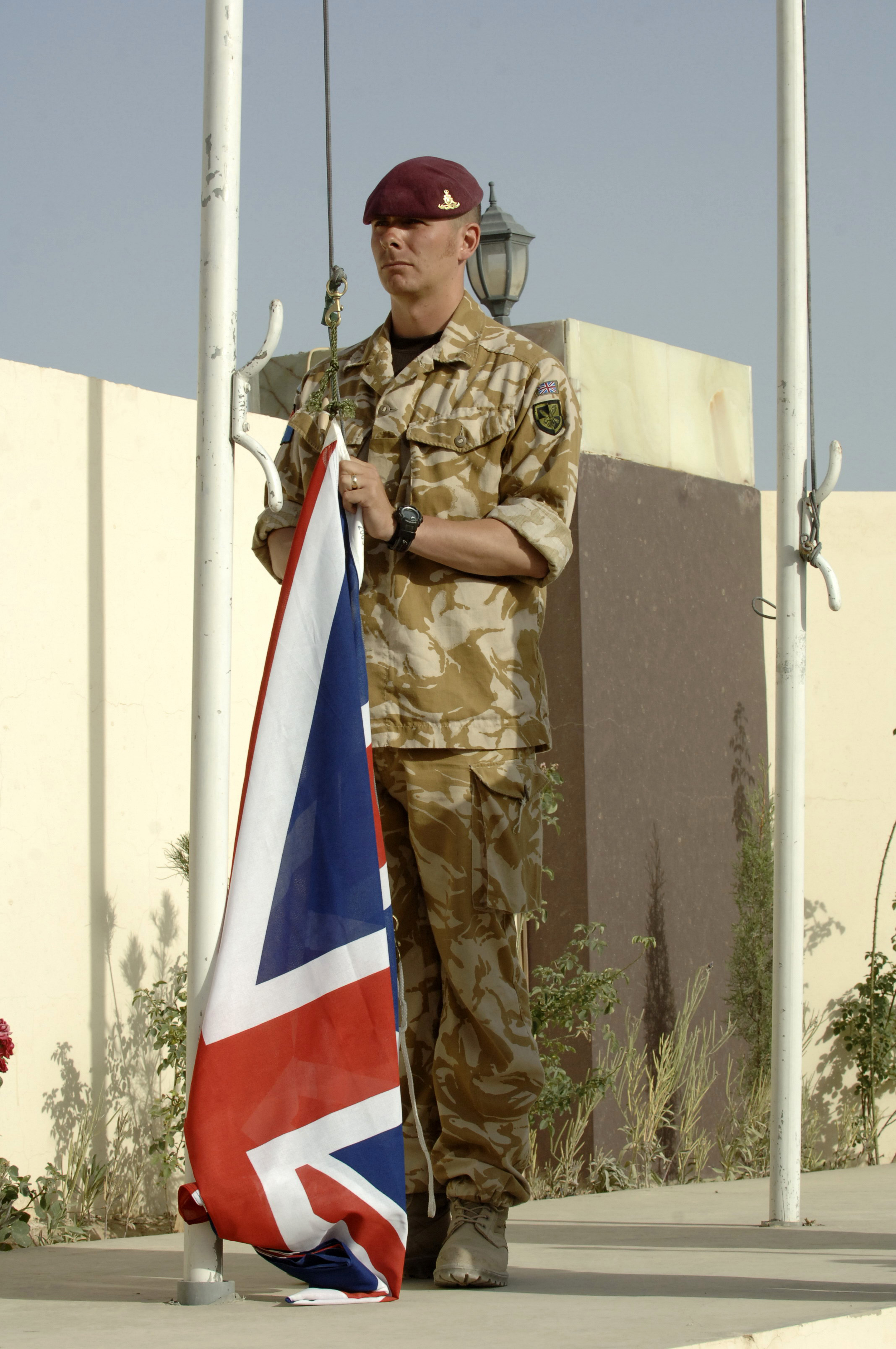
جندي من الجيش البريطاني في أفغانستان، مايو 2006

عملية هيريك هي الاسم الرمزي الذي أُطلِق على كافة العمليات البريطانية خلال الحرب في أفغانستان ابتداءً من العام 2002 إلى نهاية العمليات القتالية في العام 2014. وشملت العملية المساهمةَ البريطانية في قوات المساعدة الدولية لإرساء الأمن في أفغانستان التابعة للناتو (إيساف)، ودعم عملية الحرية الدائمة بقيادة الولايات المتحدة، في أفغانستان الواقعة في وسط آسيا.
جاءت عملية هيريك بدلًا مِن عمليتين سابقتين في أفغانستان. كانت أولاهما هي عملية فيريتاس، والتي شمِلت الدعم خلال غزو الولايات المتحدة لأفغانستان في أكتوبر 2001. وتمثّل آخر تحرّك رئيسي لفيريتاس في عمليات التعقّب والمداهمة التي نفّذها 1,700 عنصر من قوات المارينز الملكية في شرق أفغانستان خلال عملية جاكانا، التي انتهت في منتصف العام 2002. والعملية الثانية هي عملية فينغال، والتي تضمنت قيادة ومساهمة كُبرى بعدد 2,000 من الرجال في قوة إيساف المشكلة حديثًا في كابول بعد ديسمبر 2001. بعد عدة أشهر، نُقلت القيادة إلى تركيا حليفة الناتو وخُفّضت أعداد جنود الكتيبة البريطانية إلى 300. منذ ذلك الحين، نُفّذت جميع العمليات القتالية في أفغانستان في إطار العملية هيريك. بعد العام 2003، تزايد حجم العملية هيريك واتّسع نطاقها لمواكبة التدخل الجغرافي المتنامي لقوات المساعدة الدولية لإرساء الأمن في أفغانستان (إيساف).
في ديسمبر 2012، أعلن رئيس الوزراء البريطاني ديفيد كاميرون عن نية سحب 3,800 جندي، أي نصف القوة العاملة في ولاية هلمند تقريبًا، خلال العام 2013 مع تخفيض العدد الكلي إلى ما يقرب 5,200. وفي في 27 أكتوبر 2014، أنهت المملكة المتحدة جميع العمليات القتالية في أفغانستان وسحبت آخر قواتها المقاتلة. بين العام 2001 و24 يوليو 2015، قُتِل ما مجموعه 454 من الأفراد العسكريين البريطانيين خلال العمليات في أفغانستان.
مع نهاية العمليات القتالية، ركزت العمليات العسكرية البريطانية في أفغانستان على التدريب في إطار عملية تورال، والتي كانت إسهامَ المملكة المتحدة في مهمة الدعم الحازم بقيادة الناتو. انتهت تلك العملية في يوليو 2021.

## إستراتيجية العملية
تبنّت حكومة المملكة المتحدة الموقف المنادي باستحالة انسحاب المملكة المتحدة من أفغانستان، وهكذا أبقت على وجود عسكري فعليّ حتى ديسمبر 2014 (وخصوصًا في مقاطعة هلمند) بسبب خطر التهديدات الإرهابية المحتملة التي تواجه بريطانيا والعالم؛ وأنّ بناءَ دولة أفغانية قوية هو مهمة طويلة وصعبة. كما أعلنت حكومة الائتلاف الليبرالي-المحافظ (مايو 2010 - مايو 2015) أن أفغانستان على رأس أولويات السياسة الخارجية للمملكة المتحدة.

## في كابول وشمال أفغانستان
بين العامين 2002 و2003، ظلّت الفريق الرئيسي المكوِّن لعملية هيريك هو 300 عنصرٍ يوفرون الأمن في كابول ويدربون الجيش الوطني الأفغاني الجديد. في أواسط العام 2003، أصبحت العملية هيريك كتيبة عسكرية مع تشكيل فريق إعادة إعمار المقاطعات في مدينتيّ مزار شريف وميمنه. كما فرزت المملكة المتحدة قوة رد سريع للمنطقة. وفي العام 2004، نُقلت القيادة العامة لفرق إعادة إعمار المقاطعات إلى قوات المساعدة الدولية لإرساء الأمن في أفغانستان (إيساف). واضطلعت السويد والنرويج بمسؤولية فرق إعادة إعمار المقاطعات في العامين 2005 و2006 على التوالي، وذلك للسماح للمملكة المتحدة بالتركيز على جنوب أفغانستان. في بداية العام 2006، استخدمت قوات المساعدة الدولية لإرساء الأمن في أفغانستان (إيساف) من المقر الرئيسي لفيلق الرد السريع التابع للحلفاء مقرًا لها لمدة عام. وازداد عدد القوات المتمركزة في كابول إلى 1,300 جندي بعد التحاق المشاة وطواقم الإشارة البريطانيين.

## في قندهار
في العام 2004، تمركز سربٌ ضمّ ست طائرات مقاتلة تابعة للقوات الجوية الملكية من تشكيل جوينت فورس هارير في مطار قندهار لدعم قوات الأمريكية هناك. وأُجِّل الانسحاب المخطط له في منتصف العام 2006 بغرض توفير الدعم الجوي لتمدُّد قوات المساعدة الدولية لإرساء الأمن في أفغانستان (إيساف) الجديدة عبر جنوب البلاد. ولاحقًا أُضيف إلى القوة الجوية تلك المزيد من طائرات هارير وسربٌ تابعٌ لفوج سلاح الجو الملكي البريطاني. سُحبت طائرات هارير في العام 2009 واستُبدلت بسرب من طائرات تورنادو GR4 بالتناوب.
في 2 سبتمبر من العام 2006، تحطمت طائرة استكشافٍ من طراز هوكر سايدلي نمرود، ذات الرقم التسلسلي XV230، والتي كانت تقدم الدعم للقوات الكندية في عملية ميدوسا بالقرب من قندهار، مما أدى إلى مقتل جميع طاقم الخدمة الأربعة عشر الذين كانوا على متنها. وكان سبب سقوطها متعلقًا بأنابيب الوقود.
وفي مايو من العام 2007، أُضيفت إلى الخدمة أربع طائرات أخرى من طراز هارير GR9 ليصبح عدد الطائرات الإجمالي 11 طائرة، بالإضافة إلى طائرة نقل من طراز C130 وأربعة من طراز ويستلاند سي كينغ التابعة لسلاح الجو البحري. استُبدلت طائرات هارير بطائرات تورنادو. كما وُجدت هناك طائرات هليكوبتر من طراز ميرلن وشينكوك.
تمركزت غالبية الطائرات التي فُرِزت لصالح عملية هيريك في منطقة قندهار.

## في هلمند

### المهمة
في يناير من العام 2006، أعلن وزير الدفاع جون ريد أن المملكة المتحدة سترسل إلى هلمند فريق إعادة إعمار المقاطعات يضمّ أفراد خدمة بالآلاف لمدة ثلاث سنوات على أقل تقدير. وقد خُطّط لذلك الفريق أن يكون جزءًا من التوسع التدريجي لمنطقة مسؤولية إيساف من منطقة كابول إلى باقي أفغانستان. ووفقًا للخطة المبدئية، فقد كان من المفترض نشر قوة أولية قوامها 5,700 فرد في أفغانستان، والتي ستستقر على عدد 4,500 فرد حتى نهاية الخدمة.
كان من المقرر أن تكون هذه الخطوة بمثابة جهد مشتركٍ مع دول الناتو الأخرى للتخفيف من الوجود الذي يغلب عليه الطابع الأمريكي في عملية الحرية الدائمة في الجنوب. ولتحقيق ذلك، كان من المفترض تولّي هولندا وكندا قيادة عمليات انتشار مماثلة في مقاطعة أروزكان وقندهار على التوالي. وتدعم العديد من الدول الأخرى ذلك هذا التحرك بقوات عسكرية. وفي حالة هلمند، أرسلت الدنمارك 750 جنديًا، في حين رفعت إستونيا قوتها في هلمند إلى 150 جنديًا.
وعبرت شخصيات محلية في طالبان عن معارضتها للقوة المُزمع نشرها في المنطقة، وتعهدوا بمقاومتها.

### تحرّكات العملية
قبل الانتشار الرئيسي، شيدت كتيبة المهندسين الملكية حصنًا رئيسيًا، كامب باستيون، ليكونَ قاعدةً رئيسية. وبُني في الجوار معسكر للقوات الأفغانية (معسكر شورابك، في البداية للواء الثالث، الفيلق 205). في 1 مايو، أُعفيت قوات عملية الحرية الدائمة الأمريكية من خدماتها في المنطقة خلال حفل. في الوقت نفسه، شنّت الولايات المتحدة هجومًا كبيرًا، سُمّي عملية اقتحام الجبل، ضد المتمردين في جنوب أفغانستان. وقد أدى ذلك إلى دخول قوات إيساف في صراع مفتوح مع طالبان.
في البداية، سعت القوات البريطانية إلى توفير الأمن لعمليات إعادة الإعمار، لكنها بدلًا من ذلك انخرطت في القتال. وسرعان ما أُنشئت حصونٌ صغيرة في المستوطنات الشمالية، بسبب ضغوط من حاكم المقاطعة للبريطانيين باتخاذ موقف هجومي. ومع ذلك، سرعان ما أصبحت هذه محورًا للقتال العنيف، والذي كانت سنجين من إحدى بؤره، والتي حاصرتها حركة طالبان في أوائل يوليو. وفي الفترة اللاحقة، قتل 11 جنديًا في منطقة سنجين. في 16 يوليو، وبدعم من القوات الأمريكية والكندية، نُقل 200 جندي من سلاح المظلات جوًا للاستيلاء على المدينة.